# Uruguai nos Jogos Olímpicos de Verão de 1948
O Uruguai participou dos Jogos Olímpicos de Verão de 1948 na cidade de Londres, no Reino Unido.

## Medalistas

### Prata
- Eduardo Risso - Remo - Skiff simples

### Bronze
- William Jones and Juan Rodríguez Iglesias - Remo - Skiff duplo.